# Powermonger
Powermonger is een real-time strategiespel ontwikkeld door Bullfrog in 1990.
Het spel heeft een driedimensionale spelplattegrond, alhoewel de bewegelijkheid van de camera gelimiteerd is tot het draaien van hoeken van negentig graden. Alleen de topografie van de plattegrond zelf is driedimensioneel; mensen, bomen en andere spelobjecten komen uit tweedimensionele "sprites".
Het spel heeft ook een redelijk geavanceerde (voor zijn tijd) "kunstmatig-leven"-aansturing. Elk persoon in het spel lijkt namelijk een gedachte van zichzelf te hebben en zal zó zijn eigen werk doen, bijvoorbeeld vissen, oogsten, schaaphouden, het verzamelen van hout of producten maken en dit alles kunnen de personages automatisch zonder de hulp van de speler doen. Er is ook een hulpmiddel in het spel wat gebruikt kan worden om naam, geslacht, leeftijd, trouwheid, geboortestad en materiaal dat een persoon gebruikt, te bekijken bij de persoon waar op geklikt wordt. Dit aspect van het spel heeft wel veel weg (hoewel minder geavanceerd) van het recentere spel Black and White.
Alhoewel er geen land gevormd kan worden zoals in spellen als Populous, kunnen de acties die de speler maakt nog steeds effect hebben op de omgeving. Bijvoorbeeld als de speler een groot gedeelte bomen omkapt, zal het weerpatroon anders gaan en zal er meer regen of sneeuw (ligt aan het seizoen dat het op dat moment is) vallen, ervoor zorgend dat beweging langzamer gaat.

## Gameplay
De speler begint op een plattegrond met een klein aantal soldaten en een klein aantal steden onder zich. Om de plattegrond te winnen moet de speler de meeste macht vergaren (dit kan bekeken worden op een schaal onder een miniatuur van de plattegrond), door het veroveren van alle steden op de plattegrond en het vermoorden van alle vijandige generaals.
Als een stad eenmaal onder een spelers commando is, is het mogelijk om de lokale bevolking bij een ander leger toe te voegen en vervolgens proberen grotere steden of vijandige legers aan te vallen. Sommige van de grote steden hebben neutrale generaals en als een speler de stad overneemt behoren die generaals tot het leger van de speler. Er kunnen evenveel legers van één speler bestaan als het aantal generaals dat de speler heeft; het is dus van belang om ze levend te houden. Als een generaal vermoord wordt, valt het leger uit elkaar en de overlevende soldaten gaan terug naar de stad waar ze begonnen.
Voedsel is de op een na belangrijkste grondstof in het spel, daarom is het vaak slim om niet een hele bevolking van een stad zomaar in een leger te stoppen, want wanneer een stad leeg is, zal het geen voedsel produceren (dus ook niet meer mensen). Naast steden kunnen er ook rondlopende schapen geslacht worden (door een leger een commando te geven om het aan te vallen), voedsel ruilen met neutrale steden of het vermoorden van een vijandige generaal en het plunderen van zijn voedselvoorraad.
Naast spierkracht en voedsel kunnen steden ook bewapening verzorgen. Stadsmensen maken dit regelmatig, maar om productie sneller te laten verlopen kan een leger het commando gegeven worden om "uit te vinden" in een stad. Het hangt van de grondstoffen af wat het postuur van een leger is (passief, neutraal of agressief). De mannen gaan naar aanleiding van dat postuur aan het werk met het verzamelen van grondstoffen en het maken van producten.
Er is geen kleinschalig beheer bij het uitzoeken van de bewapening. Als er eenmaal een leger gecommandeerd wordt om zichzelf te bewapenen van een hoop met materiaal wordt het automatisch verdeeld. Als het materiaal bestaat uit bogen, zwaarden en speren, kiezen de soldaten eerst bogen, dan zwaarden en dan speren. Zolang er soldaten zijn zonder een wapen in het leger zal niemand meer dan één wapen oppakken. Als alle soldaten al iets hebben dan krijgen de mensen met het minst waardevolle wapen de keus om als eerst te kiezen, enzovoort. De generaal draagt een bijzondere bewapening. Er is geen limiet op de hoeveelheid wapens en uitrusting dat een generaal kan dragen, maar hoe meer deze draagt hoe langzamer de generaal (en zijn leger) zal bewegen.

## Uitbreiding
In 1991 kwam er een uitbreidingsdisk (alleen voor computers) uit. Deze veranderde de instelling van het veroveren van een middeleeuws koninkrijk tot de Eerste Wereldoorlog. De gameplay was nog steeds hetzelfde, maar met meer wapens en oorlogsmachines.

## Trivia
- Het spel is opgenomen in het boek 1001 Video Games You Must Play Before You Die van Tony Mott.